# 宮嶋健太
宮嶋 健太（みやじま けんた、1999年8月13日 - ）は、日本将棋連盟（東京本部）所属の将棋棋士である。岐阜県岐阜市出身。大野八一雄七段門下。棋士番号は339。鶯谷高等学校卒業。

## 棋歴

### アマチュア時代
2010年、奨励会を退会（詳細は#奨励会時代参照）
2010年10月（当時、小学5年）、東海研修会に入会（C1クラス）
2011年1月、東海研修会 B2クラスに昇級。
2011年4月（当時、小学6年）、東海研修会 B1クラスに昇級。
2011年7月、東海研修会 A2クラスに昇級、奨励会編入の資格を得る。
2011年8月14日、第36回小学生将棋名人戦 決勝大会 優勝（当時、小学6年）。決勝戦の相手は岡部怜央であった。

### 奨励会時代
2009年（当時、小学4年）、奨励会入会試験に合格し関西奨励会入会（6級）。
同年12月に降級点Bをとり、翌2010年に7級に降級して奨励会を一旦退会。
2010年10月から2011年8月まで、東海研修会に入会（C1クラス→A２クラス、詳細は#アマチュア時代参照）
2011年8月、研修会経由の編入制度により関西奨励会再入会。
第66回三段リーグ（2019年後期）より三段リーグに参加。毎期、負け越す事無くコンスタントに9勝ないし12勝の成績を挙げ続ける。
第73回三段リーグ（2023年度前期、参加8期目）では16回戦終了時点で14勝2敗の成績とし、残り2局未消化の時点で成績2位以上を確定させ、10月1日付のプロ入り（四段昇段）を決めた。
奨励会在籍中に公式棋戦に出場経験が延べ6棋戦あり（新人王戦<第52期-第54期>および加古川青流戦<第11期-第13期>）、三段ながら延べ4勝を挙げた。

## 人物
宮嶋本人曰く「自分が取った記録の1割は藤井聡太戦」であり、藤井の対局の記録係を務めた後、将棋会館に共に宿泊、再び将棋を指したり共に夜食を摂ったり、時には徹夜のまま一緒に始発電車で東海方面に帰ったことがあったという。岐阜羽島で下車するために「こだま」に乗車する宮嶋に対し、名古屋で下車する藤井は「のぞみ」「ひかり」なら早く帰宅できるところ、藤井も宮嶋に合わせて同じ「こだま」に乗車していたという。
2024年12月までは奨励会当時も含め関西本部所属であったが、2025年1月から移籍し東京本部所属となった。

## 昇段履歴
昇段規定は、将棋の段級を参照。
奨励会時代
- 2009年09月21日 ： 6級（関西奨励会入会時10歳）[9]
- 2010年04月24日 ： 奨励会を退会[要出典]

- 2011年08月24日 ： 6級（関西奨励会再入会、当時12歳）[12]
- 2011年10月10日 ： 5級（昇級時12歳）[17]
- 2012年04月02日 ： 4級（昇級〃12歳）[18]
- 2012年10月08日 ： 3級（昇級時13歳）[19]
- 2014年04月05日 ： 2級（昇級時14歳）[20]
- 2014年11月09日 ： 1級（昇級時15歳）[21]
- 2015年02月07日 ： 初段（昇級〃15歳）[22]
- 2018年12月02日 ： 二段（昇段時19歳）[要出典]
- 2019年04月07日 ： 三段（昇級〃19歳 / 第66回奨励会三段リーグ〈2019年度後期〉[23]から参加）[要出典]

四段昇段以降
- 2023年10月01日 ： 四段（第73回奨励会三段リーグ成績1位）[24]

## 主な成績

### 棋戦優勝
非公式戦優勝
- ABEMA地域対抗戦　1回（2025年度・第2回）

### 棋戦成績一覧
- 竜王戦：第38期 6組（1勝・昇決進行中） ／ 過去最高：6組（1勝・昇決2勝、第37期）
- 順位戦：第84期 C級2組・序列16位 ／ 過去最高：C級2組 7勝3敗（第83期・C2-51位）
- 王位戦：第67期 予選進行中 ／ 過去最高：予選 0勝（第66期）
- 叡王戦：第10期 予選敗退 ／ 過去最高：予選 2勝（第10期）
- 王座戦：第73期 一次予選 敗退 ／ 過去最高：一次予選 0勝（第73期）
- 棋王戦：第51期 予選敗退 ／ 過去最高：予選（2勝、第50期）
- 王将戦：第75期 一次予選 敗退 ／ 過去最高：一次予選（2勝、第75期）
- 棋聖戦：第97期 一次予選 敗退 ／ 過去最高：二次予選 準決勝（第96期）

（一般棋戦・若手棋戦）
- 朝日杯：第19回 一次予選 敗退 ／ 過去最高：一次予選（ 1勝、第18回）
- 銀河戦：第33期 予選敗退 ／ 過去最高：予選（0勝、第33期）
- NHK杯：第75回 本戦敗退 ／ 過去最高：本戦（0勝、第74回）
- 新人王戦：第56期 進行中（ベスト16・1勝） ／ 過去最高：2回戦（1勝、第52期 = 当時三段）
- 加古川青流戦：第15期 進行中（ベスト8・2勝） ／ 過去最高：ベスト16（2勝、第11期 = 当時三段）

### 在籍クラス
竜王戦と順位戦のクラスは、将棋棋士の在籍クラスを参照。
| 開始 年度 | (出典)順位戦出典 | (出典)順位戦出典 | (出典)順位戦出典 | (出典)順位戦出典 | (出典)順位戦出典 | (出典)順位戦出典 | (出典)順位戦出典 | (出典)順位戦出典 | (出典)竜王戦出典 | (出典)竜王戦出典 | (出典)竜王戦出典 | (出典)竜王戦出典 | (出典)竜王戦出典 | (出典)竜王戦出典 | (出典)竜王戦出典 | (出典)竜王戦出典 | (出典)竜王戦出典 | (出典)竜王戦出典 |
| 開始 年度 | 期               | 名人             | A級              | B級              | B級              | C級              | C級              | 0                | 期               | 竜王             | 1組              | 2組              | 3組              | 4組              | 5組              | 6組              | 決勝 T           |                  |
| 開始 年度 | 期               | 名人             | A級              | 1組              | 2組              | 1組              | 2組              | 0                | 期               | 竜王             | 1組              | 2組              | 3組              | 4組              | 5組              | 6組              | 決勝 T           |                  |
| --- | ---------------- | ---------------- | ---------------- | ---------------- | ---------------- | ---------------- | ---------------- | ---------------- | ---------------- | ---------------- | ---------------- | ---------------- | ---------------- | ---------------- | ---------------- | ---------------- | ---------------- | ---------------- |
| 2023 | 82               | 四段昇段前       | 四段昇段前       | 四段昇段前       | 四段昇段前       | 四段昇段前       | 四段昇段前       | 四段昇段前       | 37               |                  |                  |                  |                  |                  |                  | 6組              | --               | 1-1/昇2-1        |
| 2024 | 83               |                  |                  |                  |                  |                  | C251             | 7-3              | 38               |                  |                  |                  |                  |                  |                  | 6組              | --               | 1-1/昇 -         |
| 2025 | 84               |                  |                  |                  |                  |                  | C216             | -                | 39               |                  |                  |                  |                  |                  |                  |                  |                  |                  |
| 順位戦、竜王戦の 枠表記 は挑戦者。右欄の数字は勝-敗(番勝負/PO含まず)。 順位戦の右数字はクラス内順位 ( x当期降級点 / *累積降級点 / +降級点消去 ) 順位戦の「F編」はフリークラス編入 /「F宣」は宣言によるフリークラス転出。 竜王戦の 太字 はランキング戦優勝、竜王戦の 組(添字) は棋士以外の枠での出場。 |                  |                  |                  |                  |                  |                  |                  |                  |                  |                  |                  |                  |                  |                  |                  |                  |                  |                  |

### 年度別成績
| 年度                                                       | 対局数 | 勝数 | 負数 | 勝率   | (出典) |
| ---------------------------------------------------------- | ------ | ---- | ---- | ------ | ------ |
| 2020年度                                                   | 2      | 1    | 1    | 0.5000 | [ 27 ] |
| 2021年度                                                   | 4      | 2    | 2    | 0.5000 | [ 28 ] |
| 2022年度                                                   | 3      | 1    | 2    | 0.3333 | [ 29 ] |
| 2023年度                                                   | 1      | 0    | 1    | 0.0000 | [ 30 ] |
| 合計                                                       | 10     | 4    | 6    | 0.4000 |        |
| 2023年9月30日までの公式棋戦成績 （棋士成績との合算対象外） |        |      |      |        |        |

| 年度         | 対局数 | 勝数 | 負数 | 勝率   | (出典) | 通算成績 | 通算成績 | 通算成績 | 通算成績 | 通算成績 |
| ------------ | ------ | ---- | ---- | ------ | ------ | -------- | -------- | -------- | -------- | -------- |
| 2023年度     | 6      | 4    | 2    | 0.6666 | [ 31 ] | 対局数   | 勝数     | 負数     | 勝率     | (出典)   |
| 2024年度     | 41     | 25   | 16   | 0.6097 | [ 32 ] | 47       | 29       | 18       | 0.6170   | [ 33 ]   |
| 通算         | 47     | 29   | 18   | 0.6170 | [ 33 ] |          |          |          |          |          |
| 2024年度まで |        |      |      |        |        |          |          |          |          |          |